# Inter caetera
 (septembre 2014).
Si vous disposez d'ouvrages ou d'articles de référence ou si vous connaissez des sites web de qualité traitant du thème abordé ici, merci de compléter l'article en donnant les références utiles à sa vérifiabilité et en les liant à la section « Notes et références ».
Inter cætera (en français : « Entre autres choses ») est une bulle pontificale publiée le 4 mai 1493 par le pape Alexandre VI et adressée aux rois catholiques Ferdinand d'Aragon et Isabelle de Castille (mariés depuis 1474), à propos d'un différend avec le roi de Portugal Jean II. 
Il s'agit d'une conséquence du premier voyage transatlantique de Christophe Colomb (3 août 1492-15 mars 1493), dont l'objectif était d'atteindre les Indes (l'Asie) et qui lui avait permis de découvrir quelques îles des Caraïbes, notamment Cuba et Hispaniola, identifiées à tort comme des territoires inconnus des Indes.
La bulle Inter caetera fait suite à plusieurs autres, notamment Romanus pontifex (1454) pi Aeterni regis (1481), qui avaient attribué au royaume de Portugal le monopole de la navigation le long des côtes d'Afrique, au sud des îles Canaries, possessions du royaume de Castille, ce monopole portugais ayant été reconnu par la Castille au traité d’Alcáçovas (1479).
Or les îles découvertes par Colomb se trouvaient au sud des îles Canaries, mais à plusieurs milliers de kilomètres de l'Afrique. Le roi de Portugal envisageant de les revendiquer, le pape intervient en faveur des Rois catholiques par la bulle Inter caetera, qui attribue à la Couronne de Castille toutes les terres situées 
« à cent lieues (418 km) à l'ouest ou au sud de toutes les îles des Açores et du Cap-Vert » (soit à 36° N, 8° E).
Elle est suivie en 1494 par le traité de Tordesillas entre l'Espagne et le Portugal en 1494, qui déplace ce méridien à 370 lieues à l'ouest des îles du Cap-Vert (39° N, 53° E) et permet aux Portugais de prendre pied au Brésil.

## Origine
L’arrivée en 1492 de Christophe Colomb sur des territoires des mers occidentales supposées alors être en Asie créa une instabilité dans les rapports entre le Portugal et l'Espagne qui s'étaient disputés durant de nombreuses années pour des positions et des possessions coloniales le long de la côte africaine. 
Le roi de Portugal prétendait que la découverte de Colomb se trouvait dans les limites établies par les bulles pontificales de 1445, 1456, 1479. 
Le roi et la reine d'Espagne le niaient et souhaitaient une nouvelle bulle sur le sujet. 
Le pape Alexandre VI, né à Valence et ami du roi d'Espagne, répondit par trois bulles datées des 3 et 4 mai 1493 qui étaient très favorables à l'Espagne. La troisième s'appelle Inter cætera.

## Quelles terres?

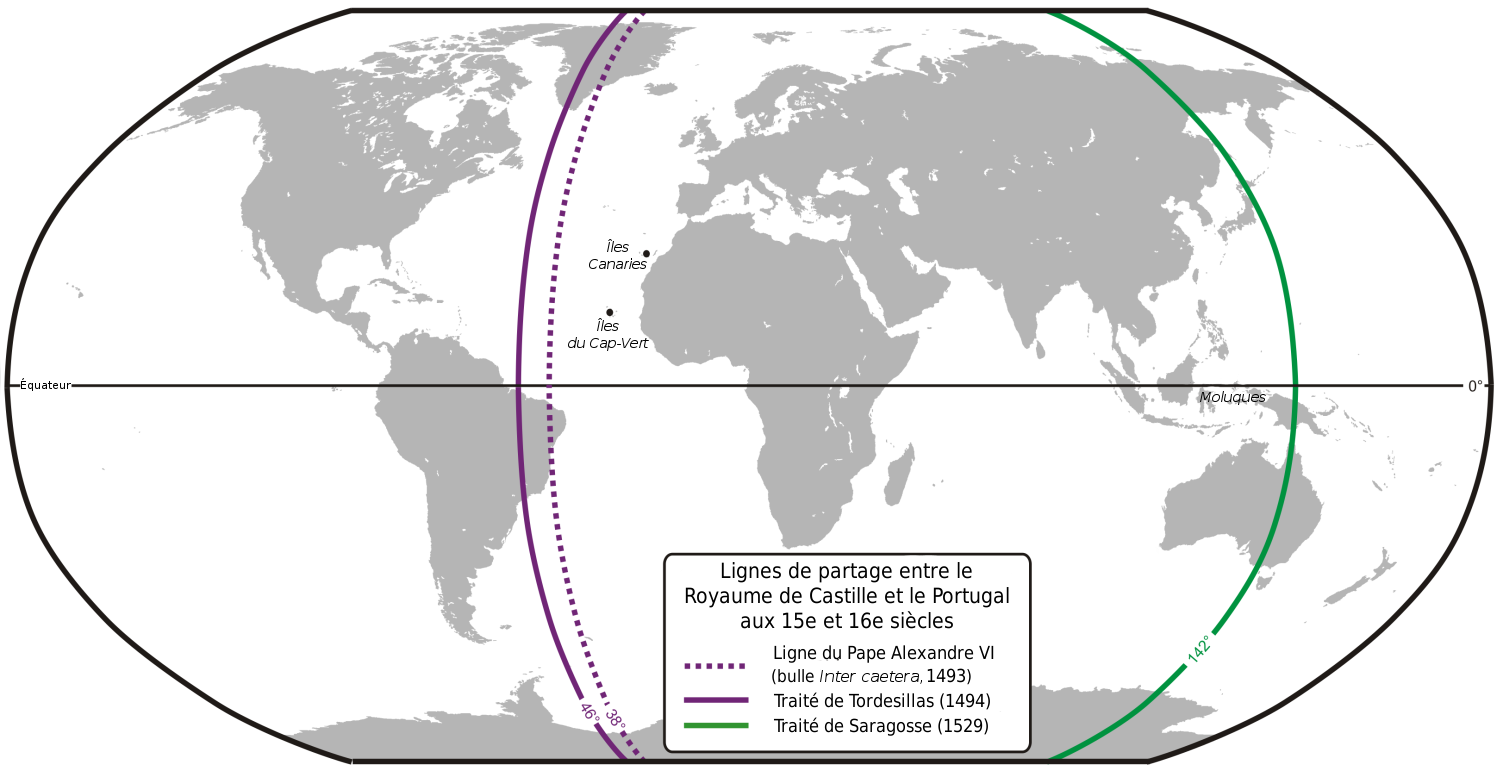
La ligne de partage selon la bulle Inter cætera (en pointillés), selon le traité de Tordesillas (en violet), et son prolongement selon le traité de Saragosse (en vert).

Cette bulle garantit aux couronnes de Castille et d'Aragon tous les territoires « à l'ouest et au sud » d'une ligne de pôle à pôle à 100 lieues à l'ouest de toutes les îles des Açores ou du Cap-Vert. 
Toutefois, la ligne de démarcation ne saurait être un simple méridien car aucun territoire ne peut être « au sud » d'un méridien. Il pourrait s'agir de deux segments de méridiens, l'un s'étendant vers le nord à partir d'un point situé à l'ouest des Açores et l'autre s'étendant vers le sud à partir d'un point situé au sud des îles du Cap-Vert, ces deux points étant reliés par un segment nord-nord-ouest—sud-sud-est. Il pourrait aussi s'agir d'une ligne partant du Sud-Ouest des îles pour s'étendre nord-nord-est—sud sud-est. Cette ligne en rumb relierait les deux pôles en traçant une spirale.
La bulle ne précise pas que les territoires situés à l'est de la ligne reviennent au Portugal, qui n'avait atteint le Sud de l'Afrique qu'en 1488 et n'atteindra les Indes qu'en 1498. Ces terres étaient « à découvrir » au-delà de celles de la côte occidentale de l'Afrique jusqu'à la Guinée, qui avait été donnée aux Portugais en 1481 par la bulle Æterni regis, ratifiant le traité d'Alcaçovas. En outre, dans la bulle Dudum siquidem, datée du 25 septembre 1493 et intitulée Extension de la concession apostolique et donation des Indes, le pape garantissait à l'Espagne ces pays qui, à un moment ou à un autre, avaient appartenu à l'Inde.

## Le traité de Tordesillas
Cet échec des aspirations du Portugal mena en 1494 à la conclusion du traité de Tordesillas entre l'Espagne et le Portugal. Le nouveau traité déplaçait la ligne vers l'ouest, pour la fixer à 370 lieues à l'ouest des îles du Cap-Vert, et donnait, cette fois, explicitement au Portugal tout nouveau territoire découvert à l'est de cette ligne. Il faut noter que cela donnera le futur Brésil aux Portugais après la découverte officielle de Pedro Álvares Cabral en 1500. Au début, la ligne de Tordesillas n'encerclait pas le globe. L'Espagne et le Portugal ne pouvaient pas dépasser vers l'ouest ou l'est de l'autre côté du globe et continuaient à posséder les pays qu'ils avaient été les premiers à découvrir.
En réaction à la découverte par le Portugal des Moluques en 1512, l'Espagne mit en avant l'idée en 1518 que le pape Alexandre avait divisé le monde en deux moitiés. Le traité de Saragosse (1529) définit la ligne des antipodes placée à 17 degrés à l'est des Moluques.

## Conséquences
Cette bulle marque le début de la colonisation espagnole en Amérique et des missions catholiques dans le Nouveau Monde. Un des effets imprévus de la bulle et du traité de Tordesillas a été de donner presque tout l'océan Pacifique et la côte ouest de l'Amérique à l'Espagne, qui invoqua ces actes, par exemple, pour réclamer la Colombie-Britannique et l'Alaska en 1819 lors du traité d'Adams-Onís.
En 1533, le roi de France François Ier demanda au pape Clément VII de changer la bulle en faveur de la France. Le roi aurait dit : « Je voudrais bien voir la clause du testament d'Adam qui m'exclut du partage du monde. »[réf. nécessaire] Le pape précisa donc que la bulle n'affecte que les territoires occupés par l'Espagne ou le Portugal, toutes les terres nouvelles non occupées pouvant être réclamées par d'autres monarques chrétiens.

## Texte intégral
On trouvera une traduction française du texte intégral de la bulle à l'adresse suivante. 

#### Bulles pontificales
- Dum diversas (1452), Romanus pontifex (1455), Aeterni regis (1481), Dudum siquidem (1493)

#### Droit international
- Peuple autochtone, Droit des peuples autochtones (Déclaration des droits des peuples autochtones)
- Terra nullius, Doctrine de la découverte, Colonialisme, Colonisation, Décolonisation, Droit des peuples à disposer d'eux-mêmes

#### Études théoriques
- Études postcoloniales, Études décoloniales